# Verkehrsschutzzeichen

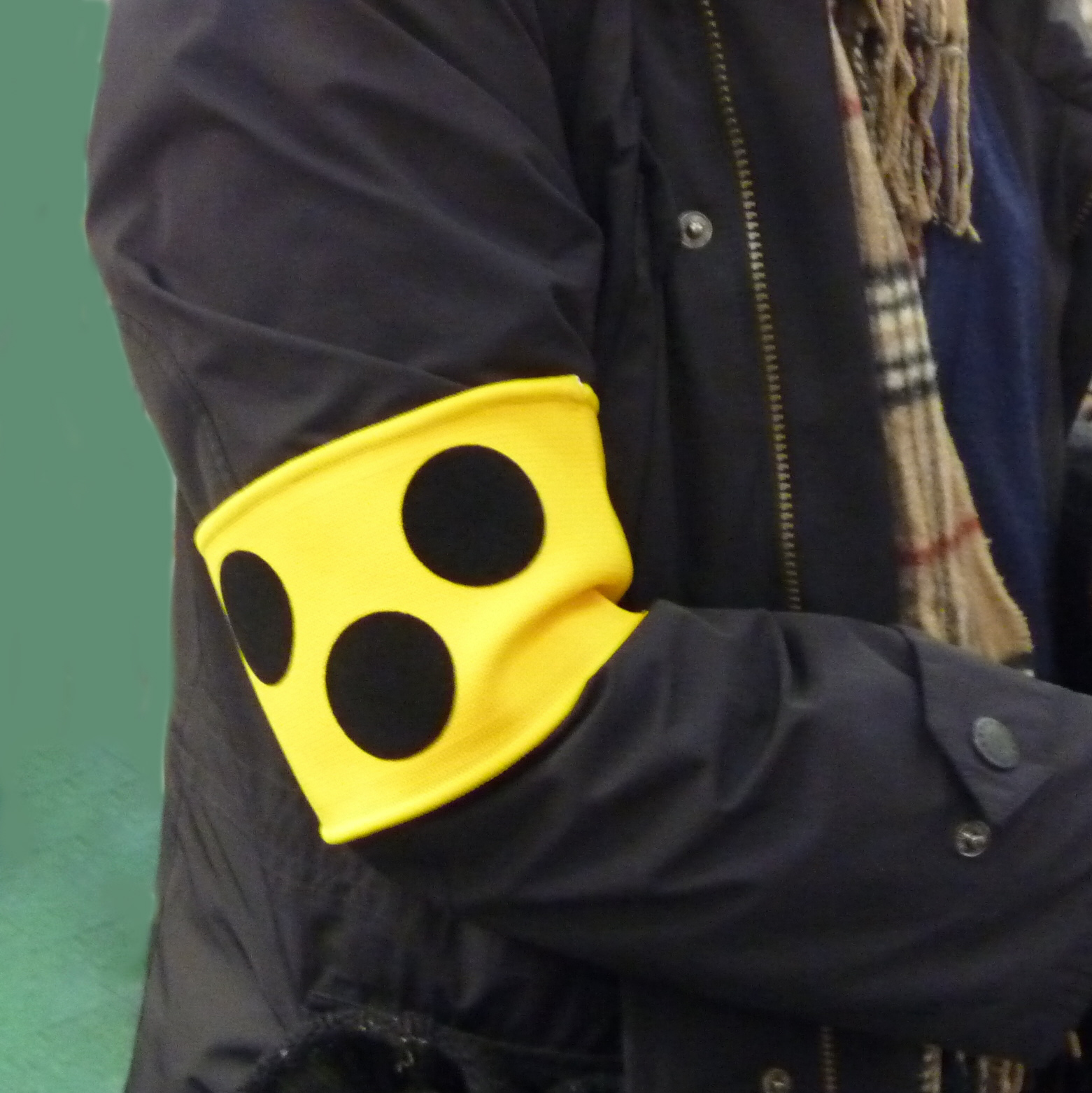
Verkehrsschutzzeichen in Armbindenform

Das Verkehrsschutzzeichen für Körperbehinderte besteht aus drei schwarzen Punkten auf gelbem Grund, meist als Armbinde getragen.
Unter den Kriegsversehrten des Ersten Weltkriegs befanden sich zahlreiche, deren Hörvermögen zerstört oder stark vermindert war. Es zeigte sich, dass sie im Straßenverkehr besonders gefährdet waren, da sie akustische Signale nicht wahrnehmen konnten. Der Berliner Bibliothekar Konrad Plath regte daher 1919 in seiner Denkschrift Die Einführung eines Abzeichens für Schwerhörige ein Zeichen an, das Schwerhörige in der Öffentlichkeit gut sichtbar tragen könnten. Anderen Verkehrsteilnehmern sollte hierdurch erkennbar gemacht werden, dass der Träger auf Geräusche nicht oder nur eingeschränkt reagieren konnte und besondere Rücksichtnahme und Vorsicht erforderlich machte.

Verkehrszeichen Verbot für Kraftwagen und Motorräder von 1910

Plath schlug als Erkennungszeichen drei schwarze Punkte auf gelbem Grund vor, angeordnet in Form eines auf der Spitze stehenden Dreiecks. Dieses Symbol hatte er nicht neu erdacht, sondern den seinerzeitigen deutschen Verkehrszeichen entlehnt: Das am 3. Februar 1910 eingeführte Zeichen, mit dem Kraftwagen und Motorrädern die Zufahrt untersagt wurde, erschien ihm als geeignet.
Dieser Vorschlag fand rasch Akzeptanz. Durch einen Runderlass des Reichsministeriums des Innern vom 10. Juli 1920 wurde die Einführung des Abzeichens für Schwerhörige bekanntgegeben. Die Beschränkung auf Gehörlose wurde in der Folgezeit aufgehoben und der Kreis der berechtigten Träger auf Körperbehinderte generell ausgeweitet. Das Zeichen wurde insbesondere von Blinden übernommen, die zu den häufigsten Trägern wurden. Hierdurch bürgerten sich auch Bezeichnungen wie Blindenbinde für das eigentlich auf keine bestimmte Form der Körperbehinderung hinweisende Zeichen ein.
Im Dritten Reich wurde durch ein gemeinsames Rundschreiben des Reichs- und Preußischen Ministers des Innern, des Reichsarbeitsministers und des Reichsverkehrsministers vom 16. November 1934 das Tragen des Abzeichens strikt reglementiert: Die Träger mussten fortan ihre Armbinden polizeilich abstempeln lassen. Hierfür war es erforderlich, einen anerkannten Nachweis der Körperbehinderung beizubringen. Eine amtsärztliche Untersuchung konnte angeordnet werden.
Durch eine Verfügung des Oberkommandos der Wehrmacht vom 13. Dezember 1941 wurde eine besondere Ausführung der Armbinde mit schwarzem Eisernen Kreuz zwischen den beiden oberen Punkten als „Schutzabzeichen im Straßenverkehr für wehrdienst- (Dienst-)beschädigte körperbehinderte Soldaten und ehemalige Soldaten“ eingeführt.
Mit dem Ende des Dritten Reiches entfielen auch die Genehmigungsanforderungen und Restriktionen für das Tragen des Schutzabzeichens. Die gesetzliche Anerkennung erfolgte in der Bundesrepublik Deutschland über die Bestimmungen von § 2 der StVZO. In der Fassung von 1988 beispielsweise lauteten diese Bestimmungen: „Körperlich Behinderte können ihr Leiden durch gelbe Armbinden an beiden Armen oder andere geeignete, deutlich sichtbare, gelbe Abzeichen mit drei schwarzen Punkten kenntlich machen. Die gelbe Fläche muß wenigstens 125 mm × 125 mm, der Durchmesser der schwarzen Punkte, die auf den Binden oder anderen Abzeichen in Dreiecksform anzuordnen sind, wenigstens 50 mm betragen. Die Abzeichen dürfen nicht an Fahrzeugen angebracht werden.“
Seit 1998 sind die maßgeblichen Bestimmungen Teil der Fahrerlaubnis-Verordnung, wo es nun in § 2 heißt: „Körperlich Behinderte können ihre Behinderung durch gelbe Armbinden an beiden Armen oder andere geeignete, deutlich sichtbare, gelbe Abzeichen mit drei schwarzen Punkten kenntlich machen. Die Abzeichen dürfen nicht an Fahrzeugen angebracht werden. Wesentlich sehbehinderte Fußgänger können ihre Behinderung durch einen weißen Blindenstock, die Begleitung durch einen Blindenhund im weißen Führgeschirr und gelbe Abzeichen nach Satz 1 kenntlich machen.“